# Colonie (New York)
Pour les articles homonymes, voir Colonie (homonymie).
Colonie est une ville située au nord-est du comté d'Albany, dans l' État de New York, aux États-Unis,. En 2020, elle comptait une population de 85 590 habitants. La ville est fondée en 1639 et incorporée en 1921.

## Démographie
Lors du recensement de 2010, la ville comptait une population de 81 591 habitants. Elle est estimée, en 2016, à 83 217 habitants.